# Álvaro Fernández (calciatore 1985)
Álvaro Fernández (Montevideo, 11 ottobre 1985) è un ex calciatore uruguaiano, di ruolo centrocampista.

## Caratteristiche tecniche
È un esterno destro di centrocampo che può essere adattato anche sulla corsia mancina.

## Palmarès
- Campionato uruguaiano: 1

Nacional: 2008-2009
- U.S. Open Cup: 2

Seattle Sounders: 2010, 2011
- Emir of Qatar Cup: 1

Al Rayyan: 2013
- Campionato MLS: 1

Seattle Sounders: 2016